# Glinienko
Glinienko [pronunciación en polaco: /ɡliˈɲenkɔ/] era un pueblo ubicado en el distrito administrativo (gmina) de Suchy Las, en el distrito de Poznan, voivodato de Gran Polonia, Polonia.
El lugar donde estaba situado el pueblo está desde 1940 dentro del campo de entrenamiento militar centrado en Biedrusko.